# Розширювач свердловин
Розширювач (рос. расширитель; англ. hole reamer, hole opener, underreamer; нім. Bohrlochräumer m, Nachnahmebohrer m, Erweiterungsbohrer m) — різновид бурового долота — буровий інструмент для оброблення стінок свердловин, з метою збільшення її діаметра, який встановлюється безпосередньо над основним долотом. Р. стає стабілізатором, а додаткове велике навантаження запобігає викривленню стовбура свердловини. Син. — розширник.

## РОЗШИРЮВАЧ ГІДРАВЛІЧНИЙ
РОЗШИРЮВАЧ ГІДРАВЛІЧНИЙ (рос. гидравлический расширитель; англ. hydraulic hole reamer, hydraulic underreamer; нім. hydraulischer Erweiterer m) — механічний пристрій, призначений для розширення другого (додаткового) стовбура (збільшення діаметра) свердловини в обсадній колоні труб (діаметром 168 мм типу 1РЛГ-168) під час її капітального ремонту.